# Chrostosoma tabascensis
Chrostosoma tabascensis là một loài bướm đêm thuộc phân họ Arctiinae, họ Erebidae.